# Fait à Coaraze

Fait à Coaraze est un film français de court métrage réalisé par Gérard Belkin en 1964.

## Synopsis
Description en forme d'essai cinématographique de Coaraze, un village du Midi de la France.

## Fiche technique
- Titre : Fait à Coaraze
- Réalisation : Gérard Belkin
- Scénario : Gérard Belkin et Paul Mari
- Photographie : Michel Ciszewski
- Musique : Pierre Henry
- Production : Films Orzeaux
- Pays d'origine : France
- Format : Noir et blanc
- Durée : 12 minutes
- Date de sortie : 1965

## Récompense
- 1965 : Prix Jean-Vigo[1]